# Gmina Narol
Die Gmina Narol ist eine Stadt-und-Land-Gemeinde im Powiat Lubaczowski der Woiwodschaft Karpatenvorland in Polen. Ihr Sitz ist die gleichnamige Stadt mit etwa 2100 Einwohnern.

## Gliederung
Zur Stadt-und-Land-Gemeinde (gmina miejsko-wiejska) gehören neben der Stadt Narol folgende 15 Dörfer mit einem Schulzenamt:
Chlewiska
Dębiny
Huta Różaniecka
Huta-Złomy
Jędrzejówka
Kadłubiska
Lipie
Lipsko
Łówcza
Łukawica
Narol-Wieś
Płazów
Podlesina
Ruda Różaniecka
Wola Wielka
Weitere Ortschaften der Gemeinde sind Bieniaszówka, Piła, Stara Huta und Złomy Ruskie.